# Hemidactylus newtoni
Espèce
Hemidactylus newtoni est une espèce de geckos de la famille des Gekkonidae.

## Répartition
Cette espèce est endémique d'Annobón en Guinée équatoriale.

## Étymologie
Cette espèce est nommée en l'honneur de Francisco Xavier Oakley de Aguiar Newton (1864-1909).

## Publication originale
- Ferreira, 1897 : Sobre um Hemidactylus novo da ilha de Anno Boni. Jornal de Sciencias Mathematicas, Physicas e Naturaes, Lisboa, sér. 2, vol. 4, p. 249-251 (texte intégral).